# Kula World
Kula World (Kula Quest au Japon, Roll Away aux États-Unis) est un jeu vidéo de réflexion développé par Game Design Sweden et édité par Sony Computer Entertainment en 1998 sur PlayStation. Le jeu a été réédité sur PlayStation 3 et PlayStation Portable en 2007.

## Système de jeu
Le jeu est original car il revisite le jeu de plates-formes en y intégrant une véritable 3D (et non pas de la pseudo-3D). Celle-ci y occupe une place centrale car il faut avoir une vision et compréhension de chaque niveau en 3 dimensions.
Le joueur dirige un ballon (de plage) et doit récolter des clés pour débloquer le passage vers le prochain niveau; il peut aussi récolter divers éléments qui modifient le comportement du jeu (horloge, pilule, rtc.) ou le score du joueur (pièce, fruit et autres bonus). Le ballon se déplace sur des plates-formes composées d'assemblage de cubes. Il peut se déplacer sur chaque face des plates-formes; la gravité est modifiée à chaque changement de face ainsi que le champ de vision du joueur. Se déplacer et atteindre les clés et autres éléments du jeu devient un véritable défi à chaque niveau.
Le jeu comporte 150 niveaux, plus 20 niveaux supplémentaires appelés Final (n'apparaissant pas dans le mode time trial), 30 niveaux bonus (à condition de récupérer tous les fruits, tous les cinq niveaux) et 10 niveaux secrets (en passant les exit secrets), soit un total de 210 niveaux.
Pour les niveaux bonus et secrets, le joueur n'a qu'un essai. Un échec fait perdre les points amassés durant le niveau et fait reprendre et le jeu principal là où il en était resté.

### Niveau secrets
Pour pénétrer dans un niveau secret, il faut trouver toutes les clés d'un niveau et trouver un EXIT secret (légèrement transparent) qui ne peut pas être vu tant que l'on ne possède pas toutes les clés, à la différence des « vrais » EXIT, qui apparaissent rouges et deviennent verts une fois accessibles.
Ils apparaissent dans ces niveaux :
- Secret 01 = Niveau 007
- Secret 02 = Niveau 025
- Secret 03 = Niveau 042
- Secret 04 = Niveau 057
- Secret 05 = Niveau 069
- Secret 06 = Niveau 082
- Secret 07 = Niveau 101
- Secret 08 = Niveau 120
- Secret 09 = Niveau 132
- Secret 10 = Niveau 143

Il est à noter que dans la version européenne du jeu, les deux derniers niveaux secrets sont inaccessibles. Seul le Secret 9 est inaccessible dans la version américaine. Il ne s'agit pas d'un bug mais d'une erreur lors de la création du jeu. Les niveaux sont bien présents sur le disque, la sortie secrète apparaît au bon moment du jeu et transporte le joueur au niveau secret s'il roule dessus. Il est juste impossible de rouler dessus à cause d'une malformation du niveau.
Cependant, il est possible de jouer à ces deux niveaux de plusieurs manières :
- En utilisant la version japonaise du jeu, où ces erreurs sont corrigées;
- En utilisant le code triangle, haut, triangle, L2, L1, L2, carré, croix n'importe quand dans un des niveaux de ce monde (niveaux 121 à 135 pour le Secret 09, niveaux 136 à 150 pour le Secret 10), ce qui terminera le niveau en cours et vous transportera au niveau secret. Il est à noter que cela désactive la possibilité de sauvegarder plus tard;
- En modifiant la mémoire vive de la console à un instant précis (sans blocage, un Game Enhancer ne saurait le faire), par exemple avec des logiciels d'émulation spécialisés dans ce domaine, tels psxjin et pcsxrr. Une modification correcte de votre position sur le plan Y est envisageable, une fois placé en face de la sortie, sur la case de gauche, au-dessus. La mémoire à modifier se ferait alors par un simple memory.writedword(0x000BA152,580660002), qui téléporterait le joueur sur la plateforme basse où se trouve la sortie secrète. D'autres combinaisons de modifications de mémoire sont également possibles.

## Mondes
Les 150 niveaux du jeu se répartissent sur 10 mondes : 
- Égypte, où les bases sont introduites;
- Alpin, où les blocs fragiles, ennemis à déplacement simple et trampolines font leur apparition;
- Aztèque, où blocs invisibles, blocs brûlants, des ennemis spiraloides et pointes rétractables sont introduits ;
- Arctique, où on y découvre de la glace, plus d'ennemis et des cases qui arrêtent le temps ;
- Cow-boy (canyon orageux), où flèches à sens unique, téléporteurs et blocs mouvants apparaissent ;
- Brumeux, avec des blocs fantômes, des ennemis se déplaçant de manière complètement aléatoire et un système de boutons pouvant allumer ou éteindre les téléporteurs, sans oublier la pilule bleue d'hyperactivité qui complexifiera la troisième série de ce monde;
- Atlantide, où les lasers sont introduits et contrôlables par les boutons;
- Crépuscule, où les blocs invisibles se comportent de manière inversée mais dont la position pourra être révélée par des lunettes de soleil, et où les développeurs s'amusent à écrire des choses avec les blocs;
- Mars, où les niveaux se corseront considérablement et où les puzzles deviendront beaucoup plus compliqués à résoudre;
- Apocalypse, le dernier monde où les niveaux seront aussi chaotiques que le décor et particulièrement difficiles au point de requérir une plus grande concentration au joueur.

Il existe également le monde Vortex Multicolore (niveaux bonus) et l'espace (niveaux secrets).
D'autres mondes pouvant être vus sur le premier trailer de Kula World existaient mais la plupart ont été abandonnés durant le développement du jeu. À ce jour, les fichiers n'ont pas été trouvés.

## Postérité
En décembre 2014, le jeu figure dans un article de GamesTM intitulé « 10 joyaux PlayStation sous-estimés ».

le 28 octobre 2020, un trailer diffusé sur le la chaîne YouTube officielle de PlayStation, montre un jeu vidéo très ressemblant Kula World du nom "The Gravity Trickster" (trailer : https://www.youtube.com/watch?v=pzTybc9VykA).